# Pablo Birger
Pablo Birger (n. 7 ianuarie 1924 – d. 9 martie 1966) a fost un pilot argentinian de Formula 1 care a evoluat în Campionatul Mondial în 1953 și 1955.